# Col de Sommeiller
Der Col de Sommeiller (bzw. Colle Sommeiller) ist ein Pass im Westen der Alpen zwischen dem Piemont und Savoyen. Er befindet sich im Mont-Cenis-Massiv auf der Grenze zwischen Frankreich und Italien in der Nähe des Mont-Cenis-Eisenbahntunnels. Das Besondere an dem Pass ist die Tatsache, dass es sich, nachdem die Zufahrt zum Mont Chaberton um das Jahr 2000 herum endgültig gesperrt wurde, bei dem auf 2996 Metern kurz unterhalb der Passhöhe liegenden Hochplateau bis zum Juni 2007 um den höchsten Punkt in den Alpen handelte, der legal von zweispurigen Fahrzeugen angefahren werden konnte – nun ist dies die Bergstation des Bontadini-Lifts (3332 m) nahe Cervinia, die jedoch nur zu bestimmten Veranstaltungen für den Verkehr freigegeben ist.
Der Pass ist benannt nach dem italienischen Ingenieur Germain Sommeiller (* 15. März 1815 in Saint-Jeoire; † 11. Juli 1871 in Saint-Jeoire), der u. a. für den Bau des 12 km langen Mont-Cenis-Eisenbahntunnels zwischen Bardonecchia (Italien) und Modane (Frankreich) verantwortlich ist.
Die Zufahrt zum Col de Sommeiller ist heute fast nur noch mit geländetauglichen Fahrzeugen möglich. Die grob geschotterte, teilweise sehr schmale Straße liegt in einem hochalpinen Umfeld, so dass eine Befahrung nur routinierten Fahrern vorbehalten sein sollte (SG 4). Generell gilt für Kraftfahrzeuge oberhalb des Rifugio Scarfiotti vom 1. Juni bis zum 30. September an Freitagen, Samstagen und Sonntagen ein Fahrverbot von 9–17 Uhr (Stand 2020).
Es handelt sich hier um ein ehemaliges Skigebiet, welches nach einem schweren Lawinenunglück in den 1960er-Jahren aufgegeben wurde. Seitdem wird der Weg nur sporadisch unterhalten. Einmal im Jahr, anlässlich des Motorradtreffens Stella Alpina, wird der Weg vom Schnee befreit und etwas ausgebessert. Die Stella Alpina findet immer am zweiten Sonntag im Juli statt und ist das höchstgelegene Motorradtreffen der Welt. Vor dieser Zeit ist es aufgrund der Schneelage in den höheren Regionen recht unwahrscheinlich, dass man die Passhöhe erreichen kann. Als beste Zeit für eine Befahrung hat sich die erste Septemberwoche erwiesen.
Der Weg führt von Bardonecchia aus in Richtung Rochemolles, an dem Stausee Lac Rochemolles und der Rifugio Scarfiotti vorbei und gewinnt dann in zahlreichen Serpentinen an Höhe. Im oberen Teil sind die Kehren teilweise stark ausgewaschen, so dass eine Befahrung mit herkömmlichen PKWs heute schwer vorstellbar ist. Teilweise muss mit größeren Fahrzeugen in den Kehren mehrfach zurückgesetzt werden.
Der Weg endet auf einem Hochplateau. Dort findet man einen See mit über das Jahr stark variierendem Wasserstand. Ebenfalls auf dem Hochplateau stand das Rifugio Ambin, ein ehemaliges Hotel (bzw. Wetterstation), dieses wurde zwischen September 2004 und Oktober 2005 abgerissen. Am südöstlichen Rand des Hochplateaus liegt ein Hügel, auf dem mehrere Fahnenstangen stehen (3050 m). Dies ist der Fahnenhügel, das Ziel zahlreicher Motorrad- und Geländewagenfahrer aus ganz Europa, für welche die Befahrung dieses Hügels eine Herausforderung war. Durch eine Holzbarriere zwischen dem Plateau und dem See ist der Fahnenhügel heute nicht mehr zu befahren. Auf dem Fahnenhügel ist seit dem 22. Januar 2004 ein virtueller GeoCache platziert (siehe Weblinks).
Der eigentliche Gipfel Punta Sommeiller ist 3333 m hoch und nur zu Fuß über ein steiles Schotterfeld zu erreichen.

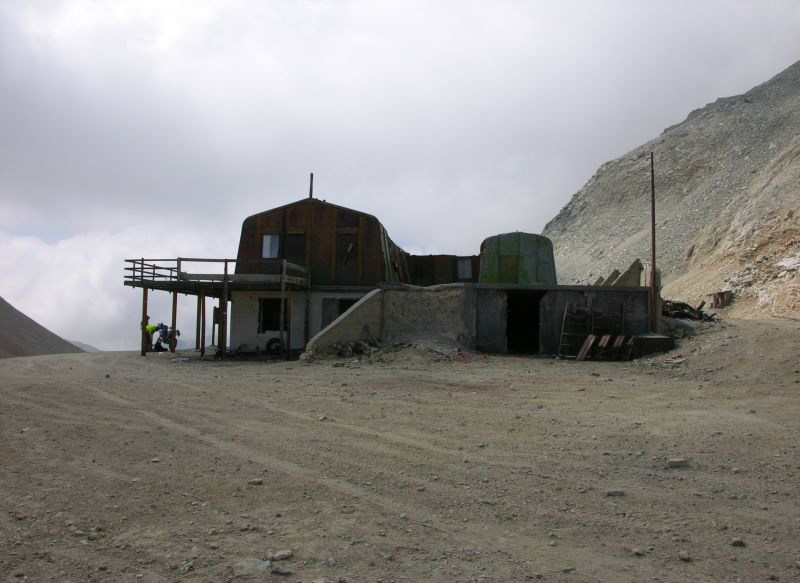
Die ehemalige Wetterstation am Col de Sommeiller
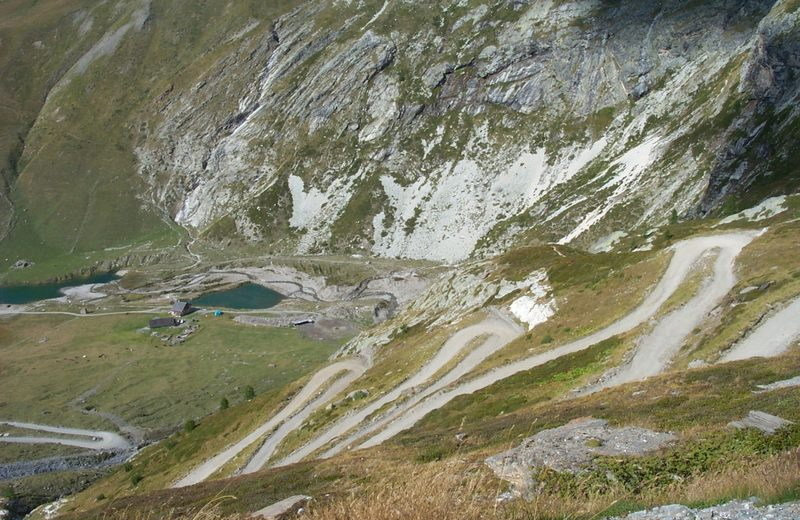
Blick aus den Serpentinen hinab zum Rifugio Scarfiotti